# モジュラー・レコーディングス
モジュラー・レコーディングス (Modular Recordings) はオーストラリアのレコード・レーベル。スティーヴ・パヴロヴィッチによってEMIとの合弁として設立されたが、現在はユニバーサルミュージックが株式の半数を保有し、流通を行っている。2004年にはニューヨーク、2005年にはロンドンにもオフィスを設立した。

## 歴史

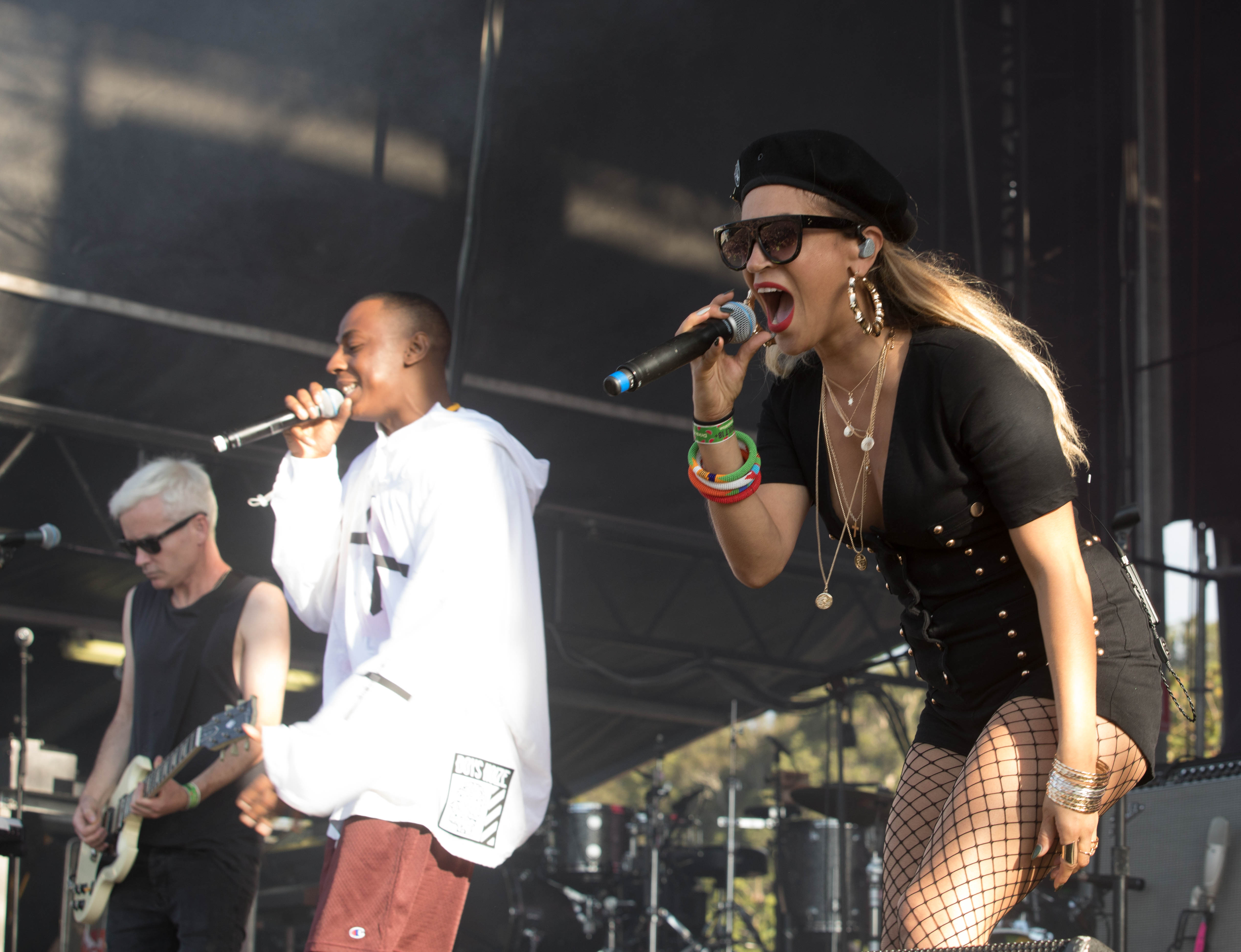
モジュラー・レコーディングスからデビューアルバムをリリースしたThe Avalanches

1998年、シドニーでプロモーター業を営むパヴ (Pav) ことスティーヴ・パヴロヴィッチ (Steve Pavlovic) によって設立された。最初のリリースは同年末のリヴィング・エンドの同名のデビューアルバムとベン・リー (Ben Lee) の"Breathing Tornados"であった。いずれのアルバムも成功を収め、ザ・リヴィング・エンドはオーストラリアの音楽史上で二番目に高い売上を記録したロックのデビューアルバムとなり（当時）、"Breathing Tornados"はARIAミュージック・アワードの「アルバム・オブ・ザ・イヤー」にノミネートされた。続いて2000年にリリースされたザ・アヴァランチーズ (The Avalanches) の"Since I Left You"は極めて高い評価を獲得し、ARIAアワードに9部門でノミネートされた。

## 主要アーティスト
※過去に在籍したアーティストも含む

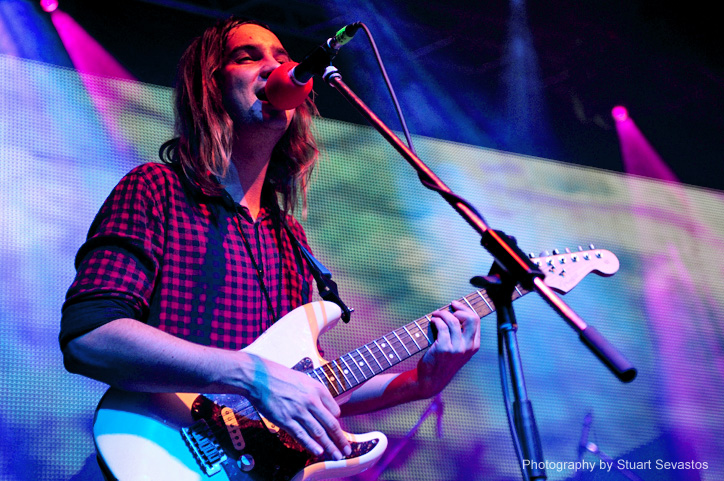
Tame Impala

- アーキテクチャー・イン・ヘルシンキ (Architecture in Helsinki)
- ザ・アヴァランチーズ (The Avalanches)
- カット・コピー (Cut Copy)
- クラクソンズ (Klaxons)
- レディホーク (Ladyhawke)
- ザ・プリセッツ (The Presets)
- ポンド (Pond)
- ザ・ラプチャー (The Rapture)
- ロビン (Robyn)
- テーム・インパラ (Tame Impala)
- ヴァン・シー (Van She)
- ザ・ホワイテスト・ボーイ・アライブ (The Whitest Boy Alive)
- ウルフマザー (Wolfmother)
- ヤー・ヤー・ヤーズ (Yeah Yeah Yeahs)